# Universidad ESAN
Universidad ESAN es una universidad privada, sin fines de lucro, enfocada en la educación de negocios y carreras empresariales, ubicada en el distrito de Santiago de Surco, en la ciudad de Lima, capital del Perú. Fue fundada en 1963, como Escuela de Administración de Negocios para Graduados (siglas: ESAN) siendo la primera institución de posgrado en administración de negocios en el mundo de habla hispana y del Perú. A lo largo de estos años, ESAN ha mantenido su relevante rol protagónico en el Perú y América Latina, por la calidad de su programa MBA, sus maestrías especializadas, sus programas avanzados de dirección, educación ejecutiva entre otros.
En 2003, ESAN se establece como Universidad ESAN y lanza sus primeras carreras universitarias en negocios, economía e ingeniería desde 2007. Actualmente, además de los programas de maestrías y de educación ejecutiva, ofrece el Programa Doctoral en Administración, a través de su escuela de postgrado ESAN Graduate School of Business, además de 9 carreras universitarias a nivel de pregrado y dos carreras de profesionalización para adultos.

## Historia
En 1962, la USAID (Agencia de los Estados Unidos para el Desarrollo Internacional), a pedido del expresidente John F. Kennedy junto a las principales escuelas de negocios de los Estados Unidos para estudiar y explorar las posibilidades de desarrollar proyectos de educación gerencial en América Latina. El profesor Ernst Arbuckle, decano de la Escuela de Negocios para Graduados de la Universidad de Stanford, Estados Unidos constituye a un equipo de profesores liderados por Gail M. Oxley y Alan B. Coleman para evaluar la factibilidad del proyecto. 
Es así, que el 25 de julio de 1963, se funda la Escuela de Administración de Negocios para Graduados (ESAN), en el marco de un convenio entre los gobiernos del Perú y de los Estados Unidos. Su organización fue confiada también a la Escuela de Negocios para Graduados de la Universidad de Stanford, bajo la dirección del profesor Alan B. Coleman. A los meses siguientes de su fundación, ESAN inicia su convocatoria de postulantes de toda América Latina para estudiar en el primer programa de maestría en Administración de Negocios -MBA en el mundo de habla hispana.
Al año siguiente, el 1 de abril de 1964, inició clases la primera promoción del Programa Magister o MBA. Han pasado más de 55 años desde entonces, pero el tono, el estilo y el espíritu de excelencia de los docentes estadounidenses que forjaron ESAN siguen vigentes hasta el día de hoy en la Universidad ESAN y su escuela de postgrado ESAN Graduate School of Business.

## Organización
La Universidad ESAN siendo una asociación educativa privada sin fines de lucro, cuenta con autonomía académica, económica, normativa y de gobierno. Se rige por su Estatuto, sus reglamentos internos y demás normas del Estado que le sean aplicables dentro de su propia autonomía. El gobierno de la Universidad ESAN corresponde a sus órganos y autoridades que son: la Asamblea General, el Consejo Universitario, el rector y el vicerrector académico, y los decanos de las facultades.

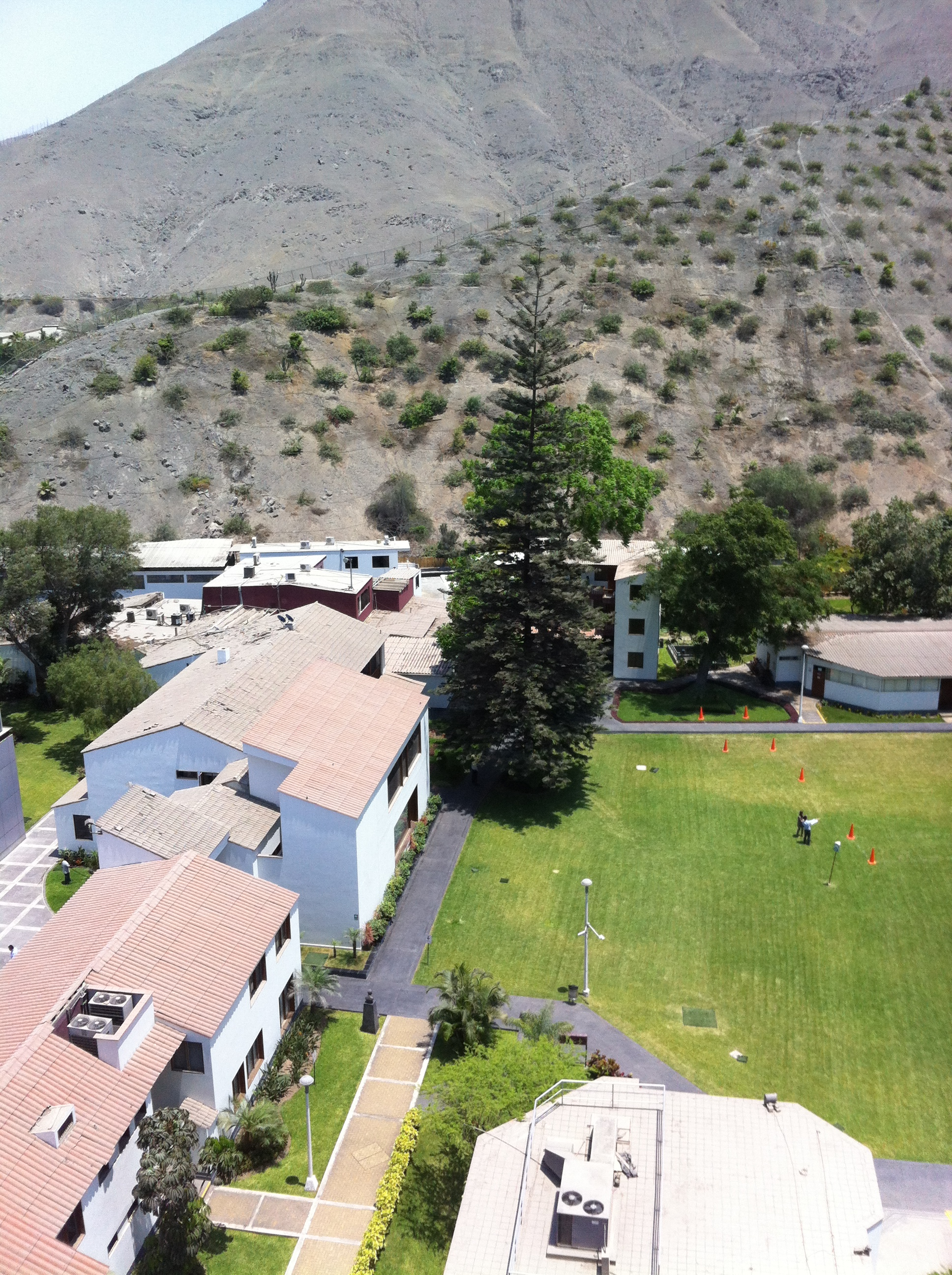
Pino, símbolo de la ESAN y de la gestora de su fundación en 1963, la Universidad de Standford.

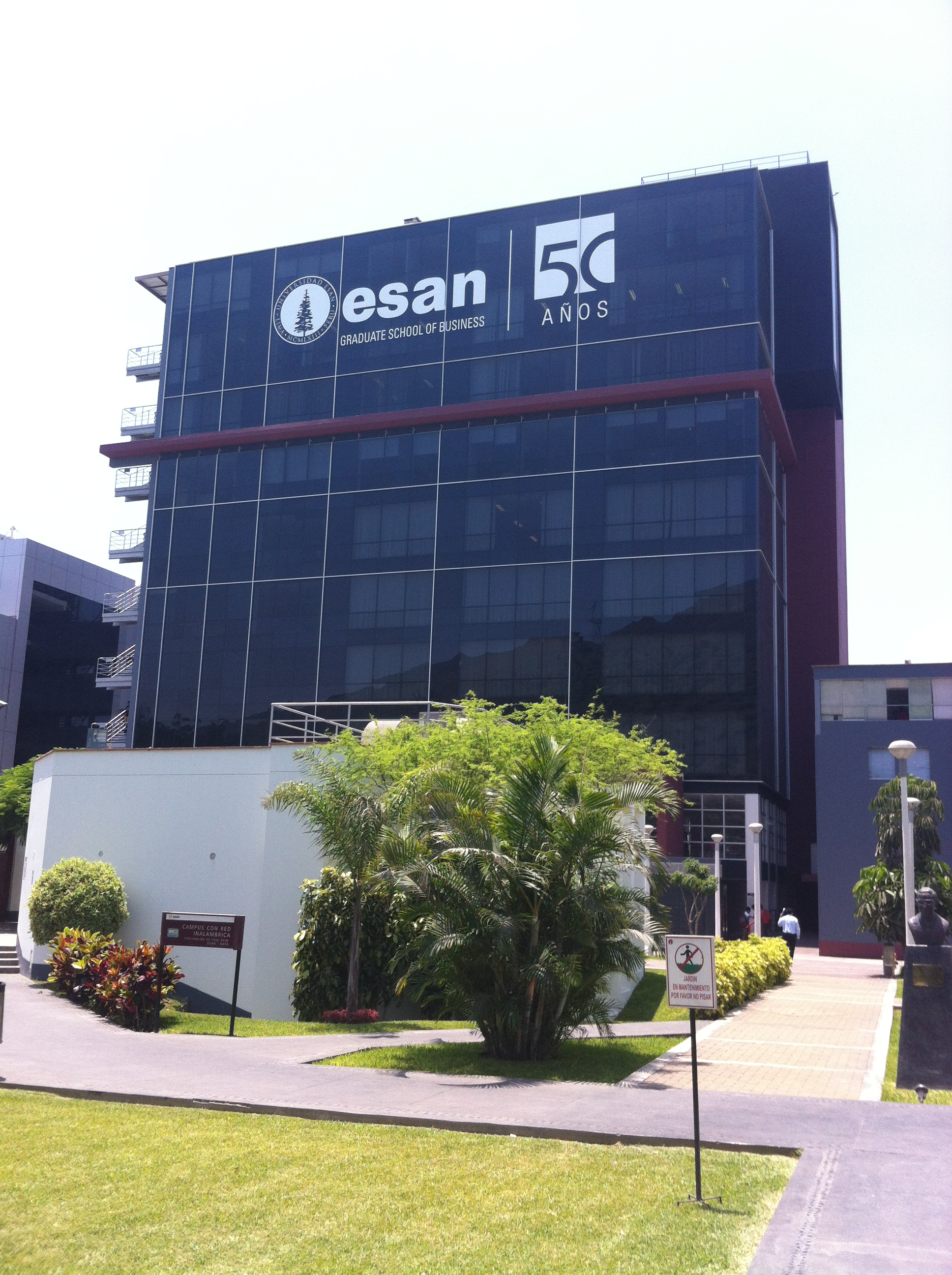
Edificio D.

#### Pregrado
Los estudios de pregrado están organizados a través de las siguientes tres facultades:
- Facultad de Ciencias Económicas y Administrativas:
  - Administración y Finanzas
  - Administración del Capital Humano
  - Administración y Marketing
  - Administración y Negocios Internacionales
  - Contabilidad y Auditoría
  - Comunicación Empresarial y Marketing Digital
  - Economía y Finanzas
  - Economía y Negocios Internacionales
  - Administración con mención Dirección de Empresas (DPA - Profesionalización para Adultos)
- Facultad de Ingeniería:
  - Ingeniería de Software
  - Ingeniería de Tecnologías de Información y Sistemas
  - Ingeniería en Ciencia de Datos
  - Ingeniería en Inteligencia Artificial
  - Ingeniería Industrial y Comercial
  - Ingeniería en Gestión Ambiental
  - Ingeniería industrial (DPA . Profesionalización para Adultos
  - Ingeniería de sistemas (DPA - Profesionalización para Adultos)
- Facultad de Derecho y Ciencias Sociales:
  - Derecho corporativo
  - Derecho (DPA - Profesionalización para Adultos)
  - Psicología (con especialización en: Clínica, Educacional, Organizacional y del Consumidor)

#### Carreras con Doble Grado Internacional
La Universidad ESAN es pionera en el Perú en ofrecer el programa de doble titulación, en donde estudiantes de la Universidad ESAN pueden estudiar uno o dos años en el extranjero y obtener el grado universitario de las siguientes universidades o escuelas de negocios parte de la red de ESAN:
- Groupe Sup de Co Montpellier, Francia
- Groupe ESC Troyes, Francia
- Universidad de Estrasburgo, Francia
- France Business School, Francia
- Hochschule Pforzheim-Pforzheim University, Alemania
- Fachhochschule Dortmund-Dortmund University of Applied Sciences and Arts, Alemania
- Universidad Católica de Ávila, España (para alumnos de la Facultad de Derecho)
- Universidad Estatal de Arizona, Estados Unidos (para alumnos de Ingeniería de Tecnología de Información y Sistemas)

#### Posgrado
La escuela de negocios para graduados-ESAN, considerada como una de las mejores del Perú y de América Latina, ofrece los siguientes programas:
- Educación ejecutiva (Programa Avanzado en Dirección de Empresas - PADE, Programa de Alta Especialización - PAE, Programa de Especialización para Ejecutivos - PEE y Diplomados Internacionales)
- Maestría en administración de Negocios - MBA.
- Maestrías de concentración en negocios - MSc- Finanzas, Marketing, Finanzas y Derecho Corporativo, Organización y Dirección de Personas, Supply Chain Management y Dirección de Tecnologías de Información
- Maestrías de alta especialización en: Project Management, Gestión de la Energía, Gerencia de Servicios de Salud, Gestión y Desarrollo Inmobiliario, Gestión Pública y Administración de Agronegocios
- Maestría en Investigación en Ciencias Administrativas- MRes - como primera etapa del doctorado en Ciencias Administrativas, enlazado con la Universidad Ramon Llull - ESADE en Barcelona o con la Universidad Carlos III de Madrid, España.

#### Programa MBA con Doble Grado Internacional
A nivel de posgrado, el programa MBA International de ESAN ofrece hacer una maestría dual con una de las siguientes universidades aliadas, que gozan de gran prestigio internacional: 
- The University of Texas at Austin, USA
- Florida International University, USA
- IÉSEG School of Management, France
- Montpellier Business School, France
- HHL, Leipzig Graduate School of Management, Germany
- ICHEC - Brussels Management School, Belgium
- ESC Clermont - Graduate School of Management, France
- University of Dallas, United States
- EDHEC Business School, France
- NUCB - Nagoya University of Commerce and Business, Japan
- Schulich School of Business, York University, Canadá
- HEC Montreal, Canadá

## Acreditaciones académicas
En el año 2002, ESAN recibió la acreditación AMBA de la Asociación de MBA, siendo la primera entidad de educación superior y el primer programa MBA en el Perú en ser acreditado internacionalmente, por una de las tres acreditadoras de mayor importancia internacional dentro de las Escuelas de Negocios que ofrecen maestrías.
En el año 2013, la Universidad ESAN logró la acreditación internacional de 10 de sus programas académicos por la AACSB, otra de las tres de mayor prestigio internacional y exigencia en aseguramiento de la calidad de aprendizaje dentro de las escuelas de negocios del mundo, misma con que cuentan universidades como son Harvard, Stanford University,  Massachussetts Institute of Technology-MIT o la London Business School.  
7 de maestrías de posgrado:
- Maestría en Administración de Negocios - MBA
- Maestría in Finanzas
- Maestría en Marketing
- Maestría en Recursos Humanos
- Maestría en Tecnologías de Información
- Maestría en Supply Chain Management

3 carreras de pregrado:
- Administración y Finanzas
- Administración y Marketing
- Economía y Negocios Internacionales

En el 2017, ICACIT (Instituto de Calidad y Acreditación de Programas de Computación, Ingeniería y Tecnología), miembro del Washington Accord, reconocido por Sineace (Sistema Nacional de Evaluación, Acreditación y Certificación de la Calidad Educativa de Perú), otorgó la acreditación para 2 de ESAN Programas de Ingeniería, utilizando los Criterios ABET para Acreditar Programas de Ingeniería Tecnológica:
- Ingeniería Industrial de Comercial
- Tecnología de la información e ingeniería de sistemas

En el 2020, CONAED (Consejo para la Acreditación en la Enseñanza en Derecho), una organización mexicana que reconoce y apoya la excelencia académica en la educación superior, reconocida por Sineace, recibió la acreditación del programa de ESAN en:
- Derecho Corporativo

## Campus e infraestructura: ESAN Data y ESAN FabLab
La Universidad ESAN cuenta con un campus ubicado en el distrito de Santiago de Surco, de 89,000 metros cuadrados. 
- La universidad cuenta con el centro de información especializado en economía y negocios (ESAN Cendoc), a cargo de la coordinación general de la Agrupación de Directores de Centros de Información de CLADEA, red compuesta por más de 130 bibliotecas universitarias de América Latina y el Caribe. ESAN Cendoc cuenta con más de 60,000 títulos de libros, 15,000 títulos digitalizados en español e inglés, 15,000 títulos de revistas o publicaciones periódicas impresas o digitales, así como bases de datos de diversas disciplinas empresariales.

- Fundado en 1981, como su centro de tecnologías de información, ESAN Data, e inaugurado por el expresidente del Perú Arq. Fernando Belaúnde Terry, se encarga de crear servicios y herramientas tecnológicas para el servicio de la educación y el sector empresarial. En 1991, ESAN Data fue pionero de la internet en el Perú e instaló el primer Nodo de conexión de internet en Perú  en el campus de Monterrico de la Universidad ESAN, en donde se instaló el enlace satelital hacia la web y se desarrollaron las aplicaciones de correo electrónico y navegación[18]

- La universidad cuenta con un laboratorio de fabricación digital, Fab lab ESAN, forma parte de la red mundial de innovación FAB LAB Network creada por el Instituto Tecnológico de Massachusetts. Este laboratorio permite a los alumnos y profesores de diversas carreras hacer impresiones 3D haciendo uso de las máquinas, equipos e impresoras.[19] FabLab ESAN es el único Centro de Investigación Científica, Desarrollo e Innovación Tecnológica (I + D + i) reconocido por el Consejo Nacional de Ciencia, Tecnología e Innovación Tecnológica -CONCYTEC, así como el único laboratorio peruano Partner del Master in Design for Distributed Innovation del Fab City Global Initiative. Adicionalmente, es el primer laboratorio de fabricación digital de una universidad privada del Perú en ser Nodo para dictado el Fab Academy Diploma.

## Rankings académicos
En los últimos años se ha generalizado el uso de rankings universitarios internacionales para evaluar el desempeño de las universidades a nivel nacional y mundial; siendo estos rankings clasificaciones académicas que ubican a las instituciones de acuerdo a una metodología científica de tipo bibliométrica que incluye criterios objetivos medibles y reproducibles, tomando en cuenta por ejemplo: la reputación académica, la reputación de empleabilidad para los egresantes, la citas de investigación a sus repositorios y su impacto en la web. Del total de 92 universidades licenciadas en el Perú, la Universidad ESAN se ha ubicado regularmente dentro de los veinte primeros lugares a nivel nacional en determinados rankings universitarios internacionales.
De acuerdo con la Encuesta Anual de Ejecutivos de la Cámara de Comercio de Lima - CCL, Universidad ESAN, está en el Top 5, de la universidades preferidas por el Empresariado en el Perú.
| Ranking                      | 2017 | 2018 | 2019 |
| ---------------------------- | ---- | ---- | ---- |
| Webometrics                  | 17   | 17   | 16   |
| Scimago                      | -    | -    | -    |
| QS World University Rankings | -    | -    | 13   |

#### Ranking posgrados
De acuerdo con la Revista América Economía, el Programa MBA de ESAN se ubica como el N.º 1 en Perú y se mantiene como el Top 5 de las mejores maestrías en Administración de Negocios de Latinoamérica desde el año 2019.
QS Global MBA Ranking: Latin America ubicó al programa MBA de ESAN en el Top 3 de los mejores en América Latina en el año 2020
De acuerdo con la Encuesta Anual de Ejecutivos de la Cámara de Comercio de Lima - CCL, ESAN, se mantiene N.º 1 como la Escuela de Postgrado en el Perú de mayor preferencia por varios consecutivos.

## Contribución Académica y Científica
La Universidad ESAN cuenta con la rankeada revista académica The Journal of Economics, Finance and Administrative Science (JEFAS) que publica investigaciones de alta calidad revisadas por pares sobre economía, finanzas y administración. Publicada en colaboración con Emerald Publishing desde 2017. Anteriormente, JEFAS se publicó con Elsevier desde 2012. Desde el 1992 al 2009 se publicó con el nombre de Cuadernos de Difusión.

## Membresías internacionales
ESAN es fundador del Consejo Latinoamericano de Escuelas de Administración y Dirección de Empresas (CLADEA); así como de la Business Association of Latin American Studies (BALAS). Es miembro acreditado de la Asociación de MBA (AMBA) y de la Association to Advance Collegiate Schools of Business (AACSB). También forma parte de la European Foundation for Management Development (EFMD) y el miembro en el Péru del PIM - Partnership in International Management. Asimismo, es miembro del Network of International Business Schools (Nibs), de NIBES - Network of International Business and Economics Schools y de la red Global Partners in Education (GPE). Gracias a estas alianzas y a su reconocimiento internacional, la Universidad ESAN ofrece para sus estudiantes más de 130 convenios de intercambio internacional con reconocidas universidades en 4 continentes.